# Diplotaxis varia
Espèce
Synonymes
- Brassica muralis Huds.[2]
- Brassica tenuifolia (L.) Fr.[2]
- Crucifera tenuifolia E.H.L.Krause[2]
- Diplotaxis fruticulosa Tod. ex Caruel[2]
- Diplotaxis ramosissima Spreng.[2]
- Diplotaxis tanaitica Schtscherb.[2]
- Diplotaxis tenuifolia f. integrifolia (Koch) De Langhe[2]
- Diplotaxis tenuifolia subsp. tenuifolia[2]
- Diplotaxis tenuifolia var. integrifolia W.D.J.Koch[2]
- Diplotaxis tenuifolia var. tenuifolia[2]
- Diplotaxis tenuifolia (L.) DC. (préféré par BioLib)[2]

Statut de conservation UICN

 EN B1ab(ii)+2ab(ii) : En danger
Diplotaxis varia est une espèce de plantes à fleurs de la famille des Brassicacées endémique du Cap-Vert.

## Répartition
Cette espèce n'est présente que sur les îles de Santiago et Brava. Elle pousse principalement entre 150 et 920 m d'altitude.